# Birger Dahl

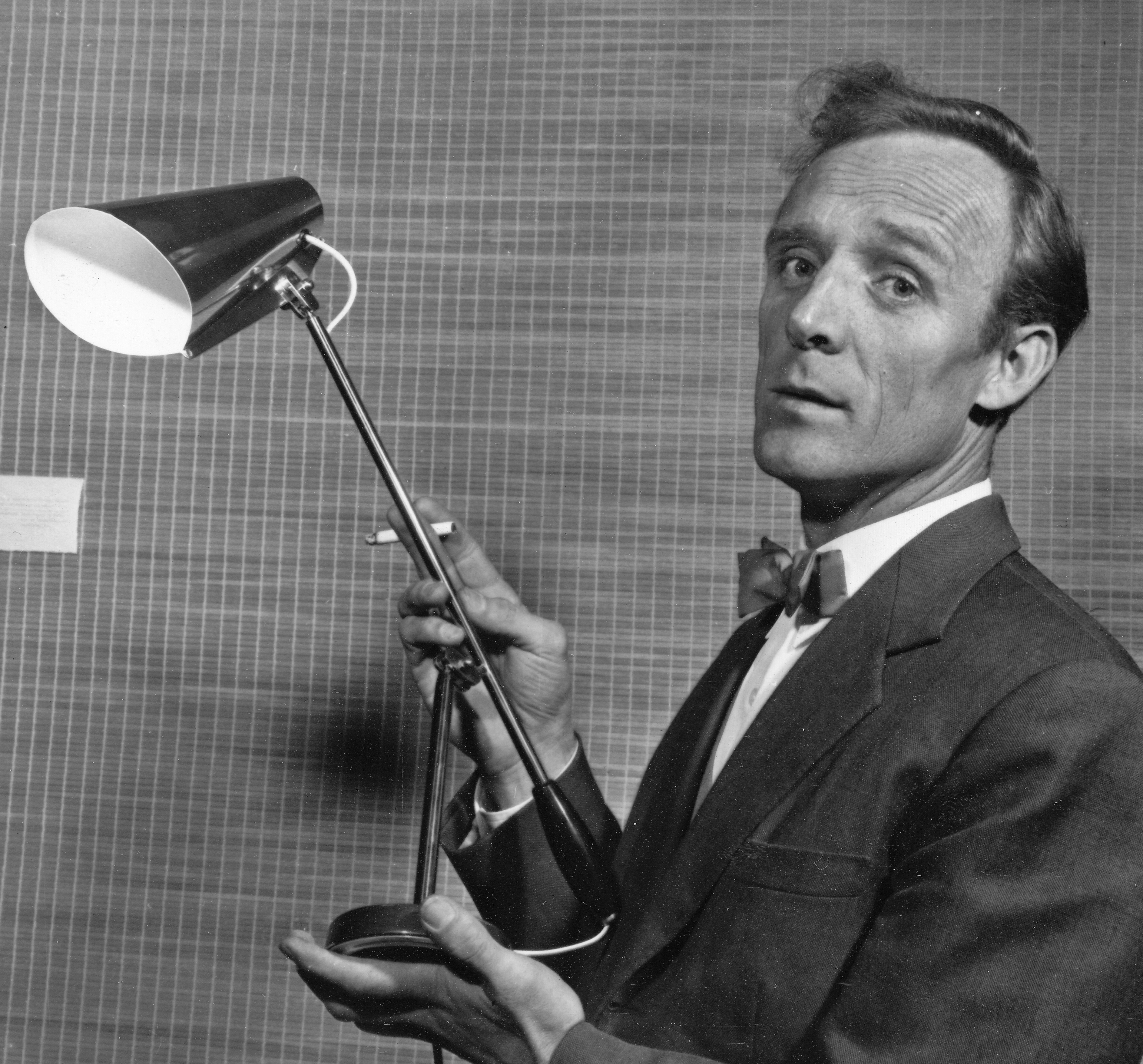
Birger Dahl

Birger Dahl (* 24. November 1916 in Moss; † 12. August 1998 in Bærum) war ein norwegischer Innenarchitekt und Industriedesigner sowie Professor an der Staatlichen Schule für Handwerk und Kunstindustrie (Statens håndverks- og kunstindustriskole (SHKS)) in Oslo. Seine Entwürfe mit minimalen Details folgten dem Skandinavischen Design im Stil des Mid-century modern.

## Leben und Werk

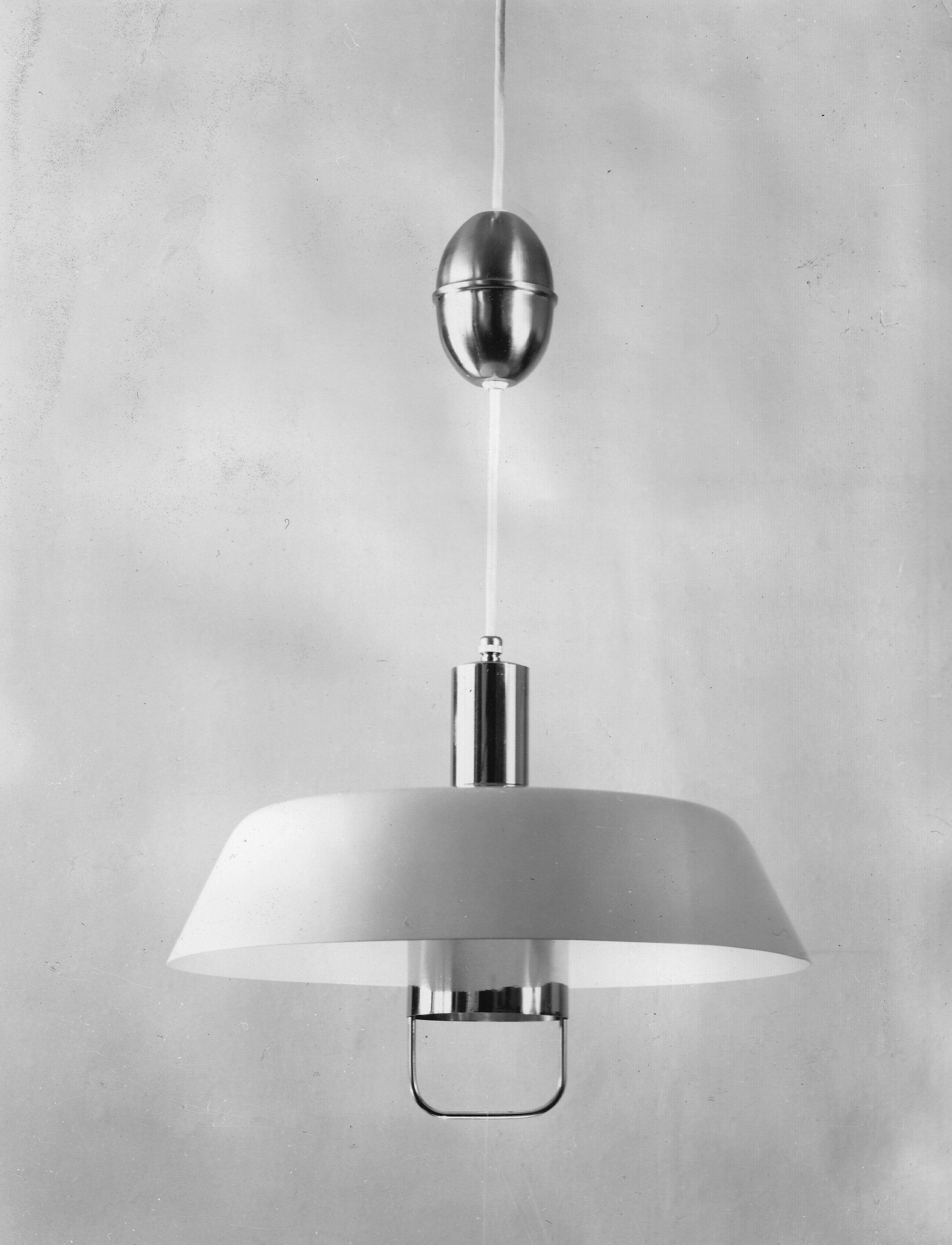
Deckenleuchte
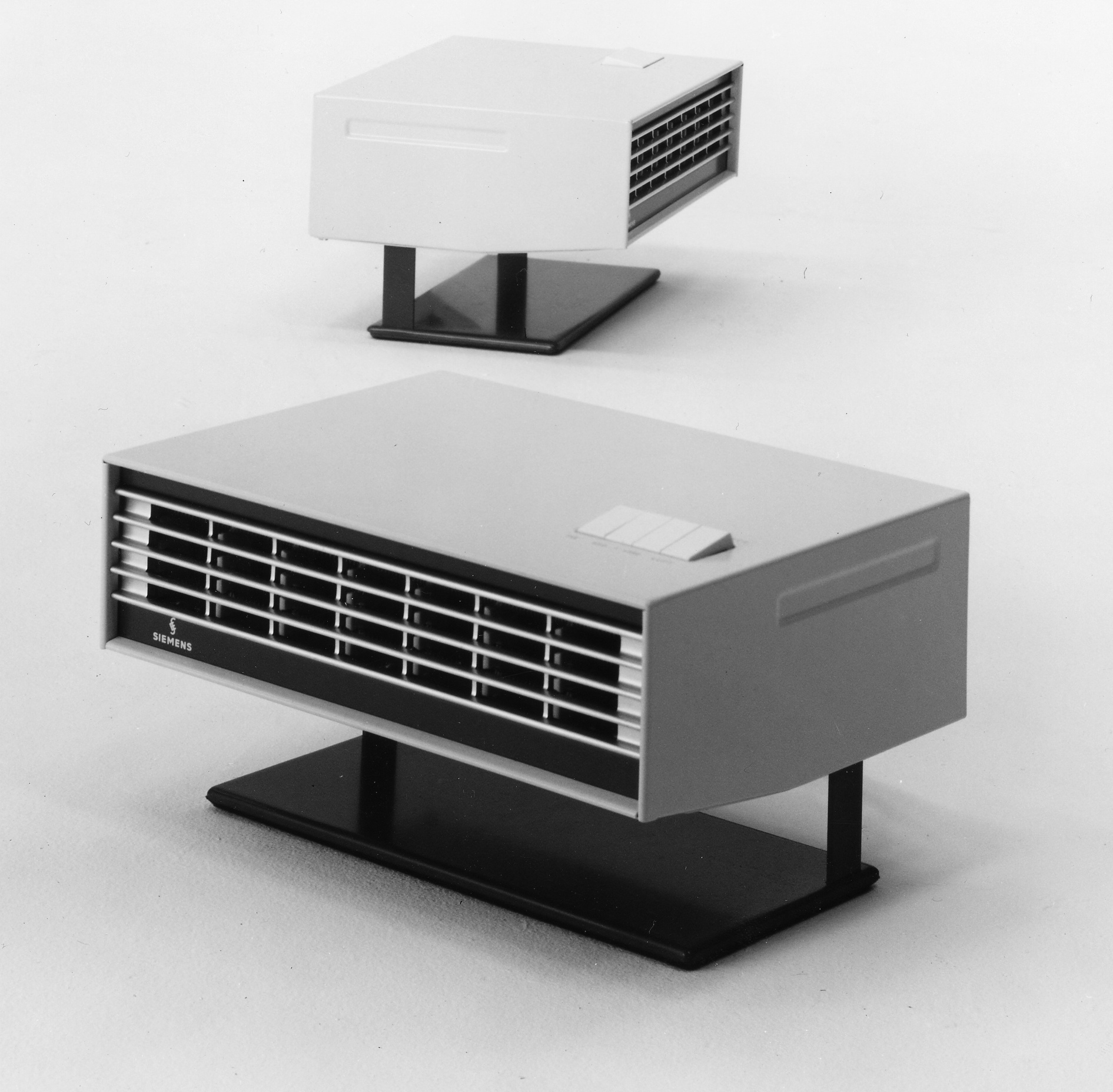
Heizlüfter
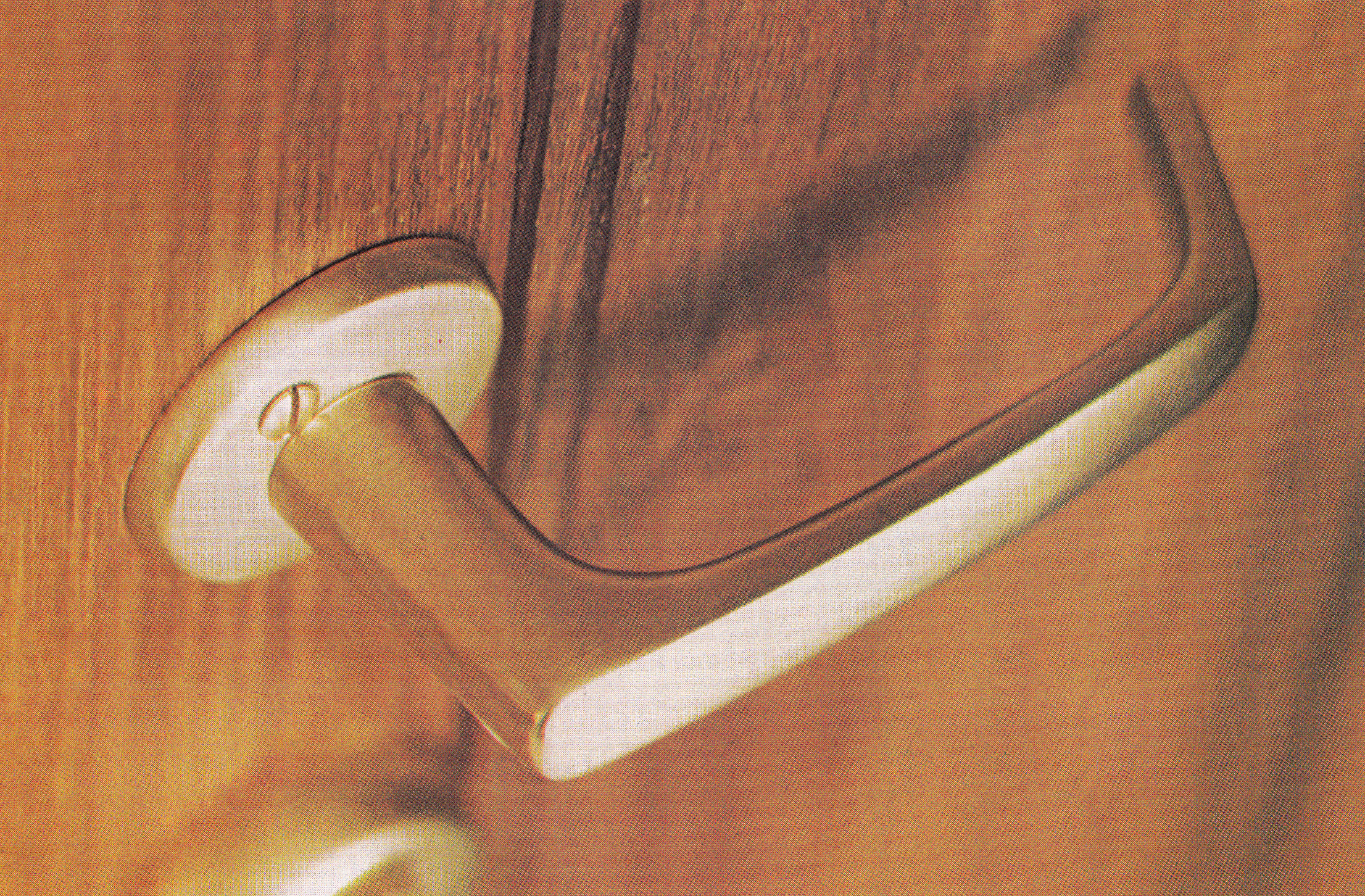
Türklinke

Birger Dahl war Sohn des Uhrmachers Johannes Dahl (1879–1958) und der Semira Buckholdt (1883–1942). Er war verheiratet mit Karin Sørlie. Ab 1938 erhielt Dahl an der staatlichen Schule für Handwerk und Kunst in Oslo seine Ausbildung und wurde dort 1947 Schulleiter. Von 1982 war er Hochschullehrer und von 1985 bis 1986 Professor für Formgestaltung. Bei der Gründung der Vereinigung der Innenarchitekten 1945 wurde Dahl zum ersten Vorsitzenden bestellt; 1955 war er einer der Gründer der Vereinigung der norwegischen Industriedesigner.
Dahl erlangte in erster Linie mit einer Reihe von Leuchten Bekanntheit, die er ab 1945 als freiberuflicher Designer für den Leuchtenhersteller Sønnico Fabrikker entwarf, für die er bis 1957 tätig war. In der Ausstellung Kvalitetsarbeider des Verbandes der angewandten Künste im Jahr 1946 stellte Sønnico zwei seiner Werke aus; eine Esstischleuchte aus Opalglas mit Metallschirm und eine konische Pendelleuchte aus Messing. 1952 entwarf er eine Arbeitsleuchte aus lackiertem Aluminium und Messing. Bei allen fand Dahls minimalistisches Design Anwendung, wobei strenge geometrische Formen wie Kreise, Kegel und Zylinder die Bausteine der Formensprache Dahls waren, die er mit sanften Konturen abrundete.
Dahl zeigte seine Entwürfe 1954 in der Wanderausstellung Design in Scandinavia, die von 1954 bis 1957 durch die Vereinigten Staaten von Amerika und durch Kanada tourte. Im Jahr 1957 wurde Dahl auf der XII. Triennale in Mailand mit einer Goldmedaille für eine Pendelleuchte aus brüniertem Aluminium ausgezeichnet. Andere seiner Arbeiten waren Beleuchtungssysteme im öffentlichen Raum.
Neben seinen Leuchtobjekten entwarf Dahl auch mehrere Industrieprodukte. 1946 gewann er einen von der Vallø Tapetfabrikk und Foreningen Brukskunst ausgeschriebenen Wettbewerb für neue Tapetenmuster, die seinen Entwurf in sieben Farbvarianten herstellten. 1949 erhielt er den 1. Preis in einem Wettbewerb für die Möblierung des Lesesaals des Rathauses in Oslo. Zudem entwarf er über mehrere Jahre Türklinken für Trio Ving A/S Moss und Heizlüfter für Siemens Norge A/S (1966). Er wurde insgesamt sechsmal mit dem Good Design Award ausgezeichnet, davon fünfmal für Heizlüfter und einmal für seine Türklinken. Dahl erhielt zudem im Jahr 1966 das Oslo City Stipendium und im Jahr 1968 den Jacobprisen (Jacob-Preis). 1995 wurde er Ehrenmitglied des norwegischen Verbandes norwegischer Innenarchitekten und Möbeldesigner.
1994 veröffentlichte Birger Dahl ein Buch mit dem Titel Venezia, et kulturhistorisk eventyr (Venedig, ein kulturhistorisches Abenteuer. Tell Forlag, Oslo 1994).